# متنزه إمانسيباتيون (شارلوتسفيل، فيرجينيا)
متنزّه إمانسيباتيون أو إمانسيباتيون بارك, كانت تعرف سابقا باسم لي بارك، وهي حديقة عامة تقع في مدينة شارلوتسفيل، بولاية فيرجينيا الأمريكية.